# DBAG Class 430

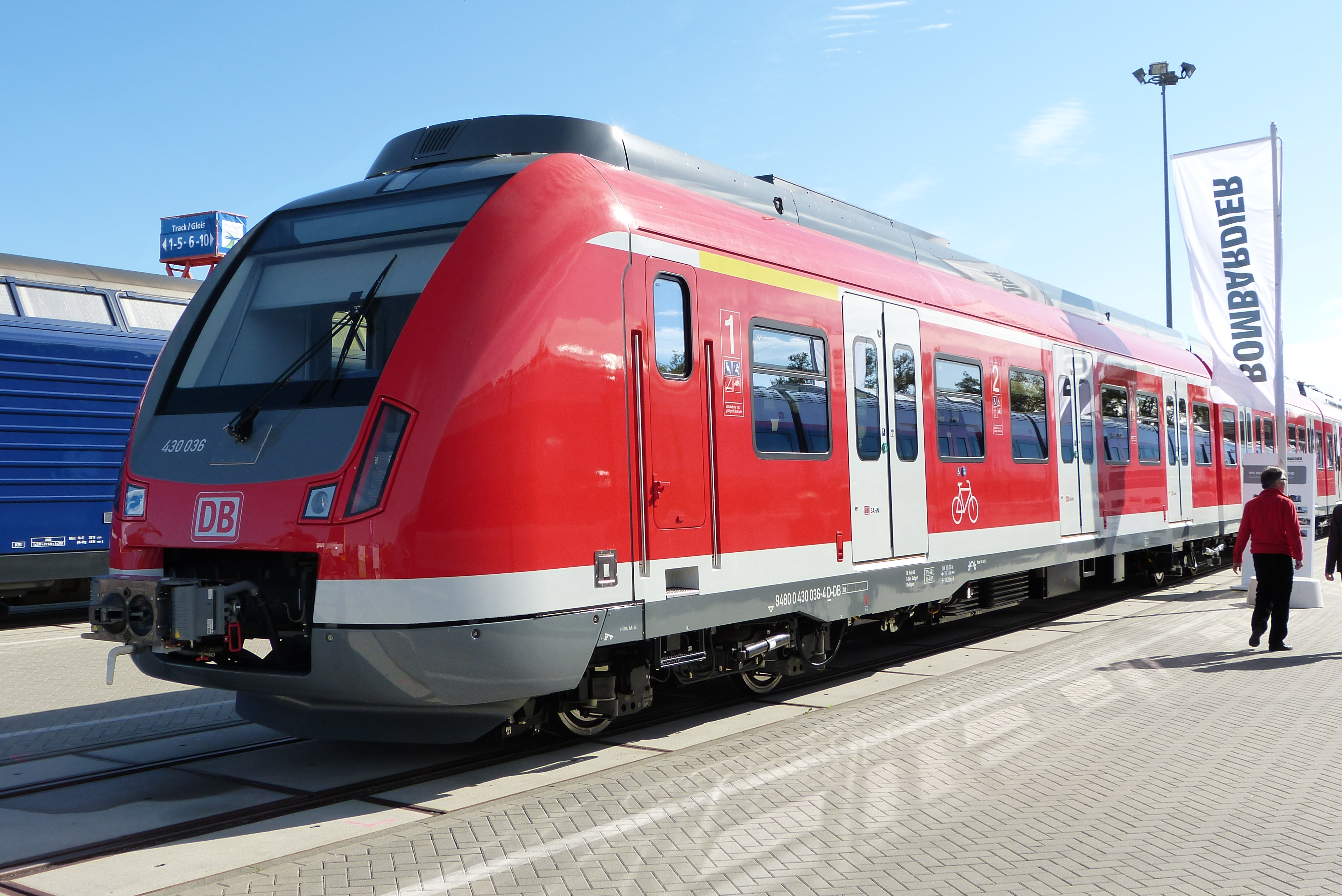
Поезда серии 430 на выставке InnoTrans 2012

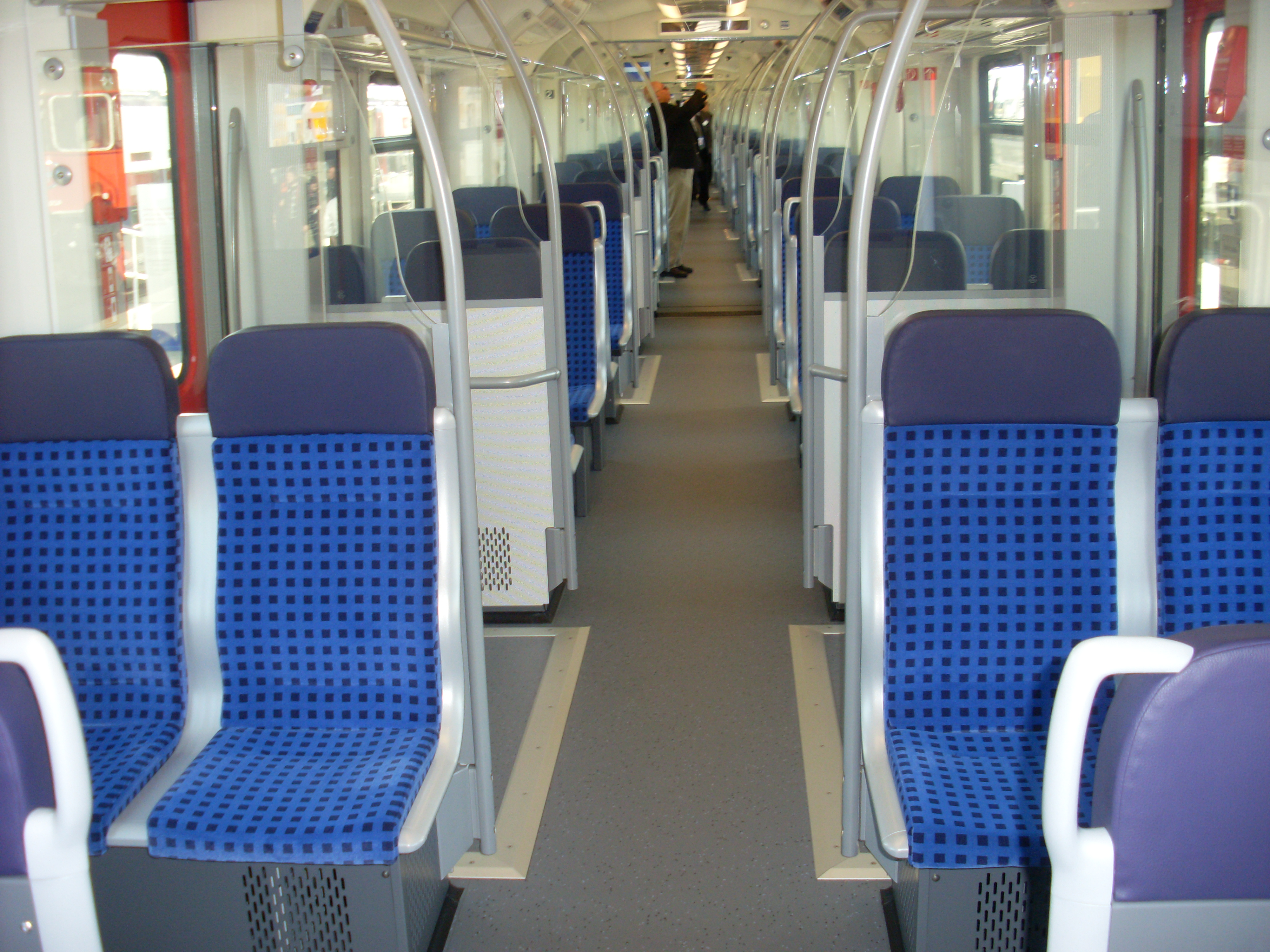
Интерьер поезда серии 430

DBAG Class 430 — электрический вагон для сетей S-Bahn в Германии, разработанный совместно компаниями Bombardier и Alstom. Первые поезда введены в эксплуатацию в 2012 году, заменяя электропоезда серии 420 на S-Bahn в Штутгарте.

### Эксплуатация

#### Штутгарт
В феврале 2009 года было объявлено, что 90 оставшихся электропоездов серии 420 будут заменены 83 новыми электропоездами серии 430. Это было бы первым использованием электропоездов серии 430 в Германии.

#### Рейн-Рур
Об использовании электропоездов серии 430 было заявлено в декабре 2009, поставки должны завершиться к концу 2012 года.

#### Рейн-Майн
В ноябре 2011 года компания Rhein-Main-Verkehrsverbund объявила, что после успешного тендера на строительство сети городской железной дороги серия 430 заменит нынешнюю серию 420 при изменении расписания на 2014/2015 год, это часть контракта между Verkehrsverbund и DB. В декабре 2011 года DB и Bombardier объявили о заказе DB 90 поездов. В начале 2014 года эти поезда будут использоваться для испытаний и тестовых поездок в районе Франкфурта.

### Технологии и оборудование
Поезда серии 430 схожи с поездами серии 422. У них есть кондиционированный пассажирский салон и выдвижные подножки для предотвращения травм при посадке и высадке. Поезда для Штутгарта оснащены 16 камерами наблюдения на поезд, стеклянными полками и LED-освещением. Восемь экранов в каждом поезде отображают информацию о маршруте и следующих станциях. При доступности соответствующих данных, к 2013 году они также смогут отображать информацию о пересадках.
Поезда Class 430 имеют меньший уровень шума при запуске, чем поезда серии 423, используемые в Штутгарте. Они также потребляют меньше энергии, чем Class 420.
Каждый поезд имеет длину 68,3 метра — на 0,9 метра длиннее, чем поезда серии 423, но на 1,1 метра короче, чем поезда серии 422. Кабина соответствует стандарту EN 15227 (требования к устойчивости к удару для корпусов железнодорожных транспортных средств) и поэтому длиннее, чем у соответствующих поездов серии 423. Поезда Class 430 короче серии 422, потому что в среднем вагоне одинарный ряд сидений заменил двойной ряд, что позволило сделать вагон короче. Это было необходимо, потому что поезда должны умещаться рядом с платформой длиной 210 метров; с тремя соединёнными вагонами длина Class 430 составит 204,9 метра. Поезда имеют магнитные тормоза.

## Производство
Первые поезда будут произведены консорциумом Alstom в Зальцгиттере и Bombardier в Хеннигсдорфе. На 2010 год в Зальцгиттере строятся 29 поездов, и ещё 54 будут произведены в Bombardier в Аахене. Девять транспортных средств будут интенсивно тестироваться на расстоянии 50 000 км.
Каждый поезд будет иметь длину 68,3 метра, что на 0,9 метра длиннее чем серия 423, но на 1,1 метра короче, чем серия 422. Поезда оборудованы магнитными тормозами. Водитель имеет две опции для управления дверьми.